# Novak Tomić
Novak Tomić (Belgrado, 7 de janeiro de 1936 - 23 de julho de 2003) foi um futebolista iugoslavo que atuava como defensor.

## Carreira
Novak Tomić fez parte do elenco da Seleção Iugoslava de Futebol, na Copa do Mundo de 1958.